# ブリュールのアウグストゥスブルク城と別邸ファルケンルスト
ブリュールのアウグストゥスブルク城と別邸ファルケンルスト（ブリュールのアウグストゥスブルクじょうとべっていファルケンルスト; Schlösser Augustusburg und Falkenlust in Brühl）は、ドイツの世界遺産の一つで、1984年に登録された。ブリュール (ドイツ・ノルトライン＝ヴェストファーレン州)にあるこれら二つの建物は、シュロス庭園で繋がっている。

## 歴史
アウグストゥスブルク城（Schloss Augustusburg; アウグストゥスブルク宮殿とも訳される）は、18世紀初頭に選帝侯を兼ねていたケルン大司教の座にあったヴィッテルスバッハ家のクレメンス・アウグスト・フォン・バイエルンによって建造された。建築を委ねられたのはヨハン・コンラート・シュラウン（Johann Conrad Schlaun）であった。彼はブリュールにもともとあった中世の城（13世紀末に水城として建造後、破損・増築、破壊を経験）を再建する形で質素な宮殿を作り上げたが、1727年からフランソワ・ド・キュヴィイエ（François de Cuvilliés）が手がけた再改築によって、現存するロココ様式の壮麗な宮殿が出来あがった。宮殿には華やかな階段室があるが、これはバルタザール・ノイマンが手がけたものである。

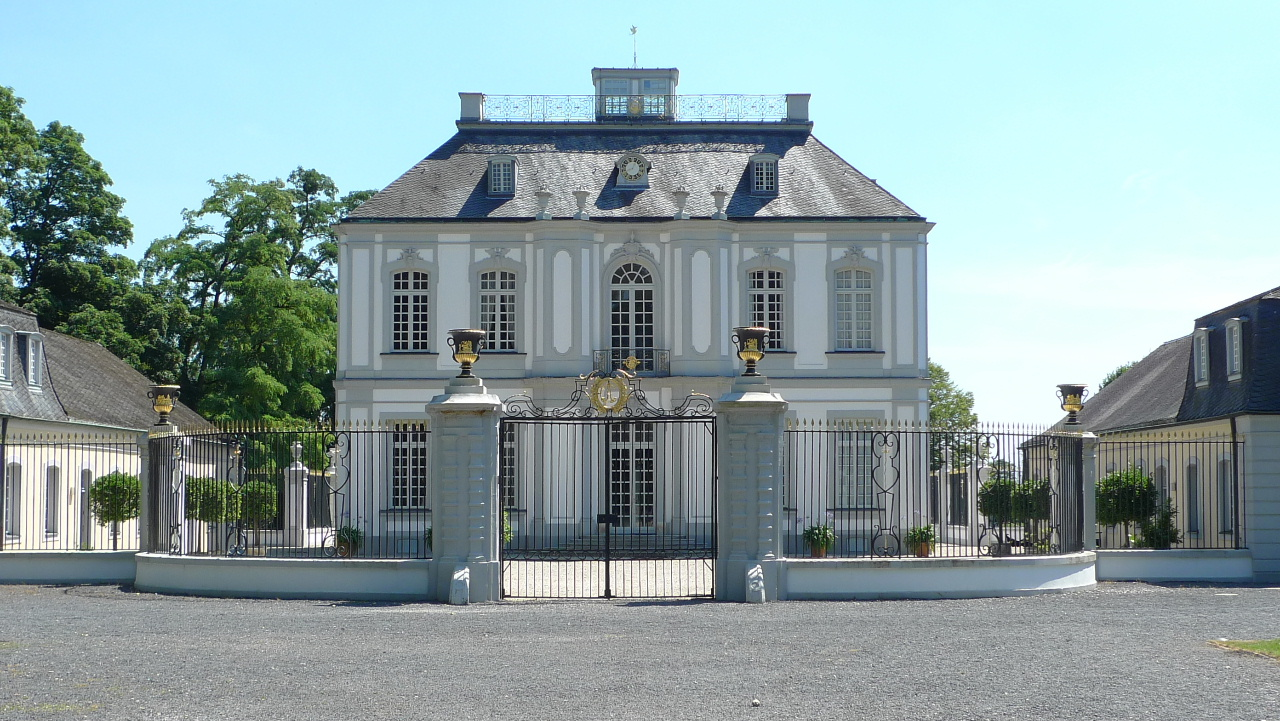
ファルケンルスト

バロック様式の庭園であるシュロス庭園を手がけたのはドミニク・ジラール（Dominique Girard）である。彼は宮殿や別邸の南の区画にある入念な花園も彼が手がけていたが、そちらは1800年代にフリードリヒ・ヴィルヘルム4世 の命によりペーター・ヨセフ・レンネ（Peter Joseph Lenné）が手を入れ、風景式庭園に変えたが、1933年には1750年の計画に基づきロココ様式に整える方式が開始された。宮殿の大規模な改造は1876年から1877年にかけてヴィルヘルム1世の依頼により遂行され、皇帝はこの城を宮殿として使用した。第1次世界大戦後、城は国家の管理下に入った。第2次世界大戦では甚大な被害に見舞われた。
ファルケンルスト（Schloss Falkenlust）は鷹狩り用の宮殿として1729年から1740年にかけて建造されたもので、建築にあたったのはキュヴィイエである。この別邸はケルン大司教の東洋趣味を反映してロココ様式とシノワズリが同居している。
1994年までは、アウグストゥスブルク宮殿はドイツの大統領が国賓をもてなすレセプション・ホールとして使われていた。

## 登録基準
この世界遺産は世界遺産登録基準のうち、以下の条件を満たし、登録された（以下の基準は世界遺産センター公表の登録基準からの翻訳、引用である）。
- (2) ある期間を通じてまたはある文化圏において、建築、技術、記念碑的芸術、都市計画、景観デザインの発展に関し、人類の価値の重要な交流を示すもの。
- (4) 人類の歴史上重要な時代を例証する建築様式、建築物群、技術の集積または景観の優れた例。